# アカデミー国際長編映画賞韓国代表作品の一覧
本項目は、アカデミー賞の国際長編映画賞へ代表作品として出品された韓国の映画作品の一覧である。韓国は1962年より出品が開始され、現在までに31の作品が出品されている。韓国の代表作の選考は韓国映画振興委員会が特別委員会を結成し行っている。
韓国代表作品として初の受賞作はポン・ジュノ監督の『パラサイト 半地下の家族』。この作品は1962年から代表作品を出品した韓国にとって初のノミネート作品でもあり、また、作品賞・監督賞・脚本賞を含めた計4部門での受賞も果たしている。作品賞と国際長編映画賞を両方受賞した作品は、1947年から同部門の授与が始まってから約70年のアカデミー賞の歴史の中でも史上初の出来事となる。なお、前年度出品作のイ・チャンドン監督の『バーニング 劇場版』は、最終候補には選ばれなかったものの、最終選考作品9本のリストの中に初めて選出された。
韓国の最初の3本の出品作はシン・サンオク監督による作品となり、1990年の作品を含めた全4本が代表に選ばれ、監督別では最多の選出となる。続いて、イ・チャンドンが3作品の選出となり、イ・ドゥヨン、キム・テギュン、キム・ギドク、イ・ジュニク、チャン・フン、ポン・ジュノの6人が2作品となる。

## 出品作
| 年度 (授賞式) | 邦題                            | 出品時の英題                               | 韓国語タイトル                 | 監督               | 結果               |
| ------------- | ------------------------------- | ------------------------------------------ | ------------------------------ | ------------------ | ------------------ |
| 1962 (第35回) | 離れの客とお母さん              | My Mother and the Roomer                   | 사랑방 손님과 어머니           | シン・サンオク     | 落選               |
| 1964 (第37回) | 唖の三龍                        | The Dumb Samyong                           | 벙어리 삼용                    | シン・サンオク     | 落選               |
| 1966 (第39回) | 米                              | Rice                                       | 쌀                             | シン・サンオク     | 落選               |
| 1968 (第41回) | カインの後裔                    | Descendants of Cain                        | 카인의 후예                    | ユ・ヒョンモク     | 落選               |
| 1969 (第42回) | 甕をつくる老人                  | The Old Craftsman of Jar                   | 독 짓는 늙은이                 | チェ・ハウォン     | 落選               |
| 1973 (第46回) | 悲恋の唖の三龍                  | Mute Samyong                               | 비련의 벙어리 삼용             | ピョン・ジャンホ   | 落選               |
| 1984 (第57回) | 糸をつむぐ女                    | Mulleya Mulleya                            | 여인잔혹사 물레야 물레야       | イ・ドゥヨン       | 落選               |
| 1985 (第58回) | 哀恋妃                          | Eoudong                                    | 어우동                         | イ・ジャンホ       | 落選               |
| 1986 (第59回) | 内侍                            | Eunuch                                     | 내시                           | イ・ドゥヨン       | 落選               |
| 1990 (第63回) | 政治犯・金賢姫/真由美           | Mayumi                                     | 마유미                         | シン・サンオク     | 落選               |
| 1994 (第67回) | ハリウッド・キッズの生涯        | Life and Death of the Hollywood Kid        | 헐리우드 키드의 생애           | チョン・ジヨン     | 落選               |
| 1995 (第68回) | 301・302                        | 301, 302                                   | 301 302                        | パク・チョルス     | 落選               |
| 2000 (第73回) | 春香伝                          | Chunhyang                                  | 춘향뎐                         | イム・グォンテク   | 落選               |
| 2002 (第75回) | オアシス                        | Oasis                                      | 오아시스                       | イ・チャンドン     | 落選               |
| 2003 (第76回) | 春夏秋冬そして春                | Spring, Summer, Fall, Winter... and Spring | 봄, 여름, 가을, 겨울 그리고 봄 | キム・ギドク       | 落選               |
| 2004 (第77回) | ブラザーフッド                  | Taegukgi                                   | 태극기 휘날리며                | カン・ジェギュ     | 落選               |
| 2005 (第78回) | トンマッコルへようこそ          | Welcome to Dongmakgol                      | 웰컴투 동막골                  | パク・クァンヒョン | 落選               |
| 2006 (第79回) | 王の男                          | King and the Clown                         | 왕의 남자                      | イ・ジュニク       | 落選               |
| 2007 (第80回) | シークレット・サンシャイン      | Secret Sunshine                            | 밀양                           | イ・チャンドン     | 落選               |
| 2008 (第81回) | クロッシング                    | Crossing                                   | 크로싱                         | キム・テギュン     | 落選               |
| 2009 (第82回) | 母なる証明                      | Mother                                     | 마더                           | ポン・ジュノ       | 落選               |
| 2010 (第83回) | 裸足の夢                        | A Barefoot Dream                           | 맨발의 꿈                      | キム・テギュン     | 落選               |
| 2011 (第84回) | 高地戦                          | The Front Line                             | 고지전                         | チャン・フン       | 落選               |
| 2012 (第85回) | 嘆きのピエタ                    | Pietà                                      | 피에타                         | キム・ギドク       | 落選               |
| 2013 (第86回) | 未熟な犯罪者                    | Juvenile Offender                          | 범죄소년                       | カン・イグァン     | 落選               |
| 2014 (第87回) | 海にかかる霧                    | Haemoo                                     | 해무                           | シム・ソンボ       | 落選               |
| 2015 (第88回) | 王の運命 -歴史を変えた八日間-   | The Throne                                 | 사도                           | イ・ジュニク       | 落選               |
| 2016 (第89回) | 密偵                            | The Age of Shadows                         | 밀정                           | キム・ジウン       | 落選               |
| 2017 (第90回) | タクシー運転手 約束は海を越えて | A Taxi Driver                              | 택시운전사                     | チャン・フン       | 落選               |
| 2018 (第91回) | バーニング 劇場版               | Burning                                    | 버닝                           | イ・チャンドン     | 最終選考           |
| 2019 (第92回) | パラサイト 半地下の家族         | Parasite                                   | 기생충                         | ポン・ジュノ       | 国際長編映画賞受賞 |
| 2020 (第93回) | KCIA 南山の部長たち             | The Man Standing Next                      | 남산의 부장들                  | ウ・ミンホ         | 落選               |
| 2021 (第94回) | モガディシュ 脱出までの14日間   | Escape from Mogadishu                      | 모가디슈                       | リュ・スンワン     | 落選               |
| 2022 (第95回) | 別れる決心                      | Decision to Leave                          | 헤어질 결심                    | パク・チャヌク     | 最終選考           |
| 2023 (第96回) | コンクリート・ユートピア        | Concrete Utopia                            | 콘크리트 유토피아              | オム・テファ       | 落選               |
| 2024 (第97回) | ソウルの春                      | 12.12: The Day                             | 서울의 봄                      | キム・ソンス       | 落選               |